# ماکسی لوپز
ماکسیمیلیانو «ماکسی» گاستون لوپز (اسپانیایی: Maximiliano "Maxi" Gastón López‎؛ زادهٔ ۳ آوریل ۱۹۸۴) بازیکن سابق فوتبال اهل آرژانتین است که به عنوان مهاجم بازی می کرد. 
وی دارای پاسپورت آرژانتینی و ایتالیایی است. اسطوره‌ی بی نام و نشانی که به دلیل اعتراض به طرز هدایت عملی فوتبال از فوتبال حرفه ای اش محروم شد و همان حوالی هم اتفاقات ناخوشایند برای او پیش آمد و خانواده‌اش از هم پاشیدند.   از القاب او می‌توان به El Rubio (بور) و La Gallina de Oro (مرغ طلایی) اشاره کرد.

## زندگی شخصی
او در سال ۲۰۰۸ با واندا نارا، مدل آرژانتینی ازدواج کرد که حاصل این ازدواج ۳ پسر به نام‌های والنتینو گاستون (زاده ۵ ژانویه ۲۰۰۹)، کنستانتینو (زاده ۱۹ دسامبر ۲۰۱۰) و بندیکتو (زاده ۲۰ فوریه ۲۰۱۲) است. این زوج در سال ۲۰۱۳ از یکدیگر جدا شدند و وندا نارا با مائورو ایکاردی دوست صمیمی لوپز وارد رابطه شد که این کار جنجال و حواشی بسیاری میان این دو بازیکن فوتبال و در رسانه‌ها ایجاد کرد.